# کانستنس زیمر
کانستنس زیمر (انگلیسی: Constance Zimmer؛ زاده ۱۱ اکتبر ۱۹۷۰) یک هنرپیشه اهل ایالات متحده آمریکا است.
از فیلم‌ها یا برنامه‌های تلویزیونی که وی در آن نقش داشته است می‌توان به خانه پوشالی اشاره کرد.